# Geschützter Landschaftsbestandteil Biotopkomplex Dickert
Der Geschützte Landschaftsbestandteil Biotopkomplex Dickert mit 2,08 Hektar Flächengröße grenzt an den nordöstlichen Ortsrand von Oeventrop im Stadtgebiet von Arnsberg im Hochsauerlandkreis. Die Fläche wurde 1998 mit dem Landschaftsplan Arnsberg durch den Kreistag des Hochsauerlandkreises als Geschützter Landschaftsbestandteil (LB) mit dem Namen LB Geländekanten und Siepenrinne mit Gehölzstrukturen und einer Flächengröße von 1,9 ha ausgewiesen. 2021 wurde der LB bei der Neuaufstellung des Landschaftsplans mit neuem Namen und minimal vergrößert erneut ausgewiesen.

## Beschreibung
Der LB besteht aus zwei Teilflächen. Bei der nördlichen Fläche handelt es sich um eine mit Rotbuche, Birke, Stieleiche und verschiedenen Sträuchern bestockte Siepenrinne, an die sich nach Süden Magerweiden mit 
ausgeprägten Geländekanten anschließen. Die südliche Teilfläche wird durch ein Wohnhaus von der nördlichen Hauptfläche getrennt. Es handelt sich hier seggen- und binsenreiches Nassgrünland.
Der Landschaftsplan führte 1998 zum Wert des LB aus: „Die Fläche hat vor allem lokale Bedeutung zur Giederung und Belebung des Landschaftsbildes sowie als Lebensraum für Insekten.“
Der Landschaftsplan führte 1921 bei der Neuaufstellung zum Wert des LB aus: „Die Flächen haben große Bedeutung als Lebensraum seltener Pflanzengesellschaften und der auf sie angewiesenen Fauna.“

## Schutzgrund, Verbote und Gebote
Der Geschützte Landschaftsbestandteile haben laut Landschaftsplan eine besondere Funktion für die Gliederung und Belebung des Landschaftsbildes bzw. des umgebenden Offenlandes. Es kommt solchen Objekten in der Regel eine erhöhte Bedeutung als Bruthabitat für Hecken- und Gebüschbrüter zu. Laut Landschaftsplan sind Geschützte Landschaftsbestandteile im Plangebiet durch seinen eigenständigen Charakter deutlich von der sie umgebenden „normalen“ Wald- und Feld-Landschaft zu unterscheiden.
Wie bei allen LB ist es verboten diese zu beschädigen, auszureißen, auszugraben oder Teile davon abzutrennen oder auf andere Weise in seinem Wachstum oder Erscheinungsbild zu beeinträchtigen. Unberührt ist jedoch die ordnungsgemäße Pflege eines LB.
Das LB soll laut Landschaftsplan „durch geeignete Pflegemaßnahmen erhalten werden, solange der dafür erforderliche Aufwand in Abwägung mit ihrer jeweiligen Bedeutung für Natur und Landschaft gerechtfertigt ist.“